# Населення Сербії
Населення Сербії. Чисельність населення країни 2015 року становила 7,176 млн осіб, включно з населенням Косова (102-ге місце у світі). Чисельність сербів стабільно зменшується, народжуваність 2015 року становила 9,08 ‰ (209-те місце у світі), смертність — 13,66 ‰ (12-те місце у світі), природний приріст — -0,46 % (222-ге місце у світі) . 

## Природний рух

### Відтворення
Народжуваність у Сербії, станом на 2015 рік, дорівнює 9,08 ‰ (209-те місце у світі). Коефіцієнт потенційної народжуваності 2015 року становив 1,43 дитини на одну жінку (209-те місце у світі). Рівень застосування контрацепції 60,8 % (станом на 2010 рік). Середній вік матері при народженні першої дитини становив 27,5 року (оцінка на 2011 рік).
Смертність у Сербії 2015 року становила 13,66 ‰ (12-те місце у світі).
Природний приріст населення в країні 2015 року був негативним і становив -0,46 % (депопуляція) (222-ге місце у світі).
Природний рух населення Сербії 1880—1910 років
| Рік  | Чисельність населення (тис. осіб) | Живих народжень | Смертей | Природний приріст | Народжуваність (‰) | Смертність (‰) | Природний приріст (‰) |
| ---- | --------------------------------- | --------------- | ------- | ----------------- | ------------------ | -------------- | --------------------- |
| 1880 | 1 738                             | 70 167          | 54 243  | 15 924            | 40,4               | 31,2           | 9,2                   |
| 1881 | 1 775                             | 80 678          | 43 645  | 37 033            | 45,4               | 24,6           | 20,8                  |
| 1882 | 1 814                             | 80 274          | 41 648  | 38 626            | 44,3               | 23,0           | 21,3                  |
| 1883 | 1 859                             | 87 161          | 42 263  | 44 898            | 46,7               | 22,7           | 24,0                  |
| 1884 | 1 902                             | 90 441          | 47 552  | 42 889            | 47,6               | 25,0           | 22,6                  |
| 1885 | 1 940                             | 90 627          | 52 318  | 38 309            | 46,7               | 27,0           | 19,7                  |
| 1886 | 1 965                             | 83 091          | 58 525  | 24 566            | 42,3               | 29,7           | 12,6                  |
| 1887 | 2 008                             | 93 911          | 50 481  | 43 430            | 46,8               | 25,1           | 21,7                  |
| 1900 | 2 470                             | 105 000         | 58 000  | 47 000            | 42,4               | 23,5           | 18,9                  |
| 1901 | 2 520                             | 96 000          | 53 000  | 43 000            | 38,0               | 21,0           | 17,0                  |
| 1902 | 2 570                             | 98 000          | 57 000  | 41 000            | 38,0               | 22,3           | 15,7                  |
| 1903 | 2 580                             | 106 000         | 60 000  | 46 000            | 40,9               | 23,5           | 17,4                  |
| 1904 | 2 650                             | 106 000         | 56 000  | 50 000            | 39,8               | 21,1           | 18,7                  |
| 1905 | 2 660                             | 100 000         | 65 000  | 35 000            | 37,3               | 24,8           | 12,5                  |
| 1906 | 2 690                             | 113 000         | 66 000  | 47 000            | 42,0               | 24,5           | 17,5                  |
| 1907 | 2 770                             | 111 000         | 62 000  | 49 000            | 40,0               | 22,4           | 17,6                  |
| 1908 | 2 820                             | 104 000         | 67 000  | 37 000            | 36,8               | 23,7           | 13,1                  |
| 1909 | 2 840                             | 110 000         | 83 000  | 27 000            | 38,7               | 29,3           | 9,4                   |
| 1910 | 2 870                             | 112 000         | 64 000  | 48 000            | 39,0               | 22,4           | 16,6                  |
| 1911 | 2 940                             | 107 000         | 64 000  | 43 000            | 36,3               | 21,8           | 14,5                  |
| 1912 | 2 980                             | 114 000         | 63 000  | 51 000            | 38,3               | 21,1           | 17,1                  |

Природний рух населення Сербії в 1950—2014 роках
| Рік  | Чисельність населення (тис. осіб) | Живих народжень | Смертей | Природний приріст | Народжуваність (‰) | Смертність (‰) | Природний приріст (‰) | Фертильність | Аборти  |
| ---- | --------------------------------- | --------------- | ------- | ----------------- | ------------------ | -------------- | --------------------- | ------------ | ------- |
| 1950 | 5 970                             | 163 297         | 76 851  | 86 446            | 27,4               | 12,9           | 14,5                  | 3,51         |         |
| 1951 | 6 042                             | 145 197         | 80 034  | 65 163            | 24,0               | 13,2           | 10,8                  | 3,07         |         |
| 1952 | 6 112                             | 161 306         | 67 870  | 93 436            | 26,4               | 11,1           | 15,3                  | 3,33         |         |
| 1953 | 6 188                             | 151 672         | 68 168  | 83 504            | 24,5               | 11,0           | 13,5                  | 3,03         |         |
| 1954 | 6 274                             | 152 569         | 62 610  | 89 959            | 24,3               | 10,0           | 14,3                  | 3,05         |         |
| 1955 | 6 358                             | 140 396         | 65 179  | 75 217            | 22,1               | 10,3           | 11,8                  | 2,81         |         |
| 1956 | 6 425                             | 132 078         | 67 055  | 65 023            | 20,6               | 10,4           | 10,1                  | 2,66         |         |
| 1957 | 6 481                             | 118 535         | 64 885  | 53 650            | 18,3               | 10,0           | 8,3                   | 2,38         |         |
| 1958 | 6 535                             | 118 425         | 55 564  | 62 861            | 18,1               | 8,5            | 9,6                   | 2,45         |         |
| 1959 | 6 585                             | 114 872         | 60 850  | 54 022            | 17,4               | 9,2            | 8,2                   | 2,40         |         |
| 1960 | 6 635                             | 119 298         | 61 872  | 57 426            | 18,0               | 9,3            | 8,7                   | 2,56         | 81 516  |
| 1961 | 6 693                             | 115 222         | 57 990  | 57 232            | 17,2               | 8,7            | 8,6                   | 2,51         | 95 196  |
| 1962 | 6 752                             | 110 008         | 62 830  | 47 178            | 16,3               | 9,3            | 7,0                   | 2,47         |         |
| 1963 | 6 809                             | 108 324         | 57 778  | 50 546            | 15,9               | 8,5            | 7,4                   | 2,46         |         |
| 1964 | 6 863                             | 103 847         | 62 100  | 41 747            | 15,1               | 9,0            | 6,1                   | 2,51         |         |
| 1965 | 6 916                             | 106 699         | 58 856  | 47 843            | 15,4               | 8,5            | 6,9                   | 2,43         |         |
| 1966 | 6 974                             | 103 775         | 55 471  | 48 304            | 14,9               | 8,0            | 6,9                   | 2,45         |         |
| 1967 | 7 027                             | 103 491         | 62 915  | 40 576            | 14,7               | 9,0            | 5,8                   | 2,40         | 131 502 |
| 1968 | 7 078                             | 103 621         | 60 932  | 42 689            | 14,6               | 8,6            | 6,0                   | 2,41         |         |
| 1969 | 7 127                             | 105 478         | 68 152  | 37 326            | 14,8               | 9,6            | 5,2                   | 2,27         | 162 643 |
| 1970 | 7 171                             | 102 453         | 67 211  | 35 242            | 14,3               | 9,4            | 4,9                   | 2,40         |         |
| 1971 | 7 214                             | 104 070         | 65 872  | 38 198            | 14,4               | 9,1            | 5,3                   | 2,30         |         |
| 1972 | 7 258                             | 106 859         | 70 822  | 36 037            | 14,7               | 9,8            | 5,0                   | 2,28         |         |
| 1973 | 7 303                             | 108 361         | 67 152  | 41 209            | 14,8               | 9,2            | 5,6                   | 2,31         |         |
| 1974 | 7 351                             | 110 458         | 66 457  | 44 001            | 15,0               | 9,0            | 6,0                   | 2,32         |         |
| 1975 | 7 401                             | 112 945         | 69 590  | 43 355            | 15,3               | 9,4            | 5,9                   | 2,35         |         |
| 1976 | 7 452                             | 114 035         | 68 565  | 45 470            | 15,3               | 9,2            | 6,1                   | 2,28         |         |
| 1977 | 7 503                             | 111 510         | 68 924  | 42 586            | 14,9               | 9,2            | 5,7                   | 2,26         |         |
| 1978 | 7 550                             | 110 622         | 71 986  | 38 636            | 14,7               | 9,5            | 5,1                   | 2,23         |         |
| 1979 | 7 611                             | 109 953         | 72 306  | 37 647            | 14,4               | 9,5            | 4,9                   | 2,14         |         |
| 1980 | 7 688                             | 109 597         | 76 180  | 33 417            | 14,3               | 9,9            | 4,3                   | 2,26         |         |
| 1981 | 7 729                             | 103 407         | 78 086  | 25 321            | 13,4               | 10,1           | 3,3                   | 2,24         |         |
| 1982 | 7 738                             | 106 575         | 78 473  | 28 102            | 13,8               | 10,1           | 3,6                   | 2,31         |         |
| 1983 | 7 747                             | 108 003         | 83 506  | 24 497            | 13,9               | 10,8           | 3,2                   | 2,23         |         |
| 1984 | 7 754                             | 107 036         | 82 742  | 24 294            | 13,8               | 10,7           | 3,1                   | 2,21         |         |
| 1985 | 7 759                             | 101 938         | 81 836  | 20 102            | 13,1               | 10,5           | 2,6                   | 2,22         | 214 806 |
| 1986 | 7 759                             | 99 419          | 83 977  | 15 442            | 12,8               | 10,8           | 2,0                   | 2,21         | 212 400 |
| 1987 | 7 757                             | 98 279          | 83 426  | 14 853            | 12,7               | 10,8           | 1,9                   | 2,24         | 205 343 |
| 1988 | 7 755                             | 97 471          | 83 616  | 13 855            | 12,6               | 10,8           | 1,8                   | 2,22         | 193 558 |
| 1989 | 7 773                             | 91 270          | 85 256  | 6 014             | 11,7               | 11,0           | 0,8                   | 2,09         | 193 755 |
| 1990 | 7 806                             | 90 590          | 85 932  | 4 658             | 11,6               | 11,0           | 0,6                   | 2,11         |         |
| 1991 | 7 836                             | 90 378          | 89 072  | 1 306             | 11,5               | 11,4           | 0,2                   | 1,80         | 150 449 |
| 1992 | 7 852                             | 86 877          | 93 475  | -6 598            | 11,1               | 11,9           | -0,8                  | 1,77         | 135 907 |
| 1993 | 7 848                             | 87 931          | 95 121  | -7 190            | 11,2               | 12,1           | -0,9                  | 1,90         | 113 720 |
| 1994 | 7 843                             | 85 292          | 93 011  | -7 719            | 10,9               | 11,9           | -1,0                  | 1,87         | 114 659 |
| 1995 | 7 837                             | 86 236          | 93 933  | -7 697            | 11,0               | 12,0           | -1,0                  | 1,70         | 92 785  |
| 1996 | 7 828                             | 82 548          | 98 370  | -15 822           | 10,5               | 12,6           | -2,0                  | 1,85         | 80 003  |
| 1997 | 7 831                             | 79 716          | 98 068  | -18 352           | 10,2               | 12,5           | -2,3                  | 1,76         | 60 723  |
| 1998 | 7 568                             | 76 330          | 99 376  | -23 046           | 10,1               | 13,1           | -3,0                  | 1,68         | 55 360  |
| 1999 | 7 540                             | 72 222          | 101 444 | -29 222           | 9,6                | 13,5           | -3,9                  | 1,62         | 43 771  |
| 2000 | 7 516                             | 73 764          | 104 042 | -30 278           | 9,8                | 13,8           | -4,0                  | 1,48         | 42 322  |
| 2001 | 7 503                             | 78 435          | 99 008  | -20 573           | 10,5               | 13,2           | -2,7                  | 1,58         | 34 255  |
| 2002 | 7 500                             | 78 101          | 102 785 | -24 684           | 10,4               | 13,7           | -3,3                  | 1,57         | 30 794  |
| 2003 | 7 481                             | 79 025          | 103 946 | -24 921           | 10,6               | 13,9           | -3,3                  | 1,59         | 29 856  |
| 2004 | 7 463                             | 78 186          | 104 320 | -26 134           | 10,5               | 14,0           | -3,5                  | 1,57         | 26 645  |
| 2005 | 7 441                             | 72 180          | 106 771 | -34 591           | 9,7                | 14,3           | -4,6                  | 1,45         | 26 645  |
| 2006 | 7 412                             | 70 997          | 102 884 | -31 887           | 9,6                | 13,9           | -4,3                  | 1,43         | 25 665  |
| 2007 | 7 382                             | 68 102          | 102 805 | -34 703           | 9,2                | 13,9           | -4,7                  | 1,38         | 24 273  |
| 2008 | 7 350                             | 69 083          | 102 711 | -33 628           | 9,4                | 14,0           | -4,6                  | 1,42         | 24 159  |
| 2009 | 7 321                             | 70 299          | 104 000 | -33 701           | 9,6                | 14,2           | -4,6                  | 1,45         | 22 733  |
| 2010 | 7 291                             | 68 304          | 103 211 | -34 907           | 9,4                | 14,2           | -4,8                  | 1,42         | 22 092  |
| 2011 | 7 234                             | 65 598          | 102 935 | -37 337           | 9,0                | 14,2           | -5,2                  | 1,41         |         |
| 2012 | 7 195                             | 67 257          | 102 400 | -35 143           | 9,3                | 14,1           | -4,8                  | 1,45         |         |
| 2013 | 7 163                             | 65 554          | 100 300 | -34 746           | 9,1                | 14,0           | -4,9                  | 1,44         |         |
| 2014 | 7 132                             | 66 461          | 101 247 | -34 786           | 9,3                | 14,1           | -4,8                  | 1,47         |         |
| 2015 | 7 094                             | 66 773          | 104 265 | -37 492           | 9,4                | 14,7           | -5,3                  | 1,46         |         |

### Вікова структура

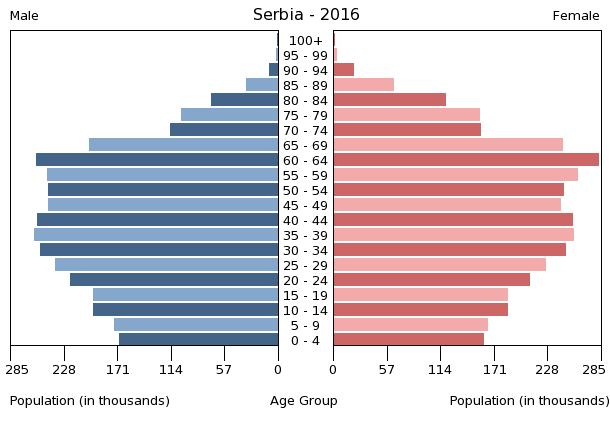
Віково-статева піраміда населення Сербії, 2016 рік

Середній вік населення Сербії становить 42,3 року (24-те місце у світі): для чоловіків — 40,7, для жінок — 44 роки. Очікувана середня тривалість життя 2015 року становила 75,26 року (102-ге місце у світі), для чоловіків — 72,39 року, для жінок — 78,31 року.
Вікова структура населення Сербії, станом на 2015 рік, мала такий вигляд:
- діти віком до 14 років — 14,74 % (545 685 чоловіків, 512 443 жінки);
- молодь віком 15—24 роки — 11,46 % (423 785 чоловіків, 398 878 жінок);
- дорослі віком 25—54 роки — 41,52 % (1 503 100 чоловіків, 1 476 843 жінки);
- особи передпохилого віку (55—64 роки) — 14,66 % (506 796 чоловіків, 545 165 жінок);
- особи похилого віку (65 років і старіші) — 17,61 % (519 501 чоловік, 744 598 жінок)[1].

### Шлюбність— розлучуваність
Коефіцієнт шлюбності, тобто кількість шлюбів на 1 тис. осіб за календарний рік, дорівнює 4,9; коефіцієнт розлучуваності — 1,1; індекс розлучуваності, тобто відношення шлюбів до розлучень за календарний рік — 22 (дані за 2011 рік). Середній вік, коли чоловіки беруть перший шлюб, дорівнює 31 рік, жінки — 28,1 року, загалом — 29,6 року (дані за 2014 рік).

## Розселення

Густота населення Сербії по регіонах, 2011 рік

Густота населення країни 2015 року становила 101,2 особи/км² (113-те місце у світі). Населення країни розподілене досить рівномірно, з невеликим тяжінням до міських агломерацій.

### Урбанізація
Сербія високоурбанізована країна. Рівень урбанізованості становить 55,6 % населення країни (станом на 2015 рік), темпи зменшення частки міського населення — 0,34 % (оцінка тренду за 2010—2015 роки).
Головні міста держави: Белград (столиця) — 1,182 млн осіб (дані за 2015 рік).

### Міграції
Річний рівень еміграції 2015 року становив 0 ‰ (83-тє місце у світі). Цей показник не враховує різниці між законними і незаконними мігрантами, між біженцями, трудовими мігрантами та іншими.

#### Біженці й вимушені переселенці
Станом на 2015 рік, у країні постійно перебуває 25,9 тис. біженців з Хорватії, 9,3 тис. з Боснії і Герцеговини, 669 тис. біженців прибуло до країни під час європейської міграційної кризи. У той самий час у країні, станом на 2015 рік, налічується 220,0 тис.  внутрішньо переміщених осіб, косовських сербів, циган, ашкалі та єгиптян з Косова.
Сербія є членом Міжнародної організації з міграції (IOM).

## Расово-етнічний склад
| Етнічний склад Сербії (2014 рік) | Етнічний склад Сербії (2014 рік) | Етнічний склад Сербії (2014 рік) | Етнічний склад Сербії (2014 рік) | Етнічний склад Сербії (2014 рік) |
| -------------------------------- | -------------------------------- | -------------------------------- | -------------------------------- | -------------------------------- |
| Етнос:                           |                                  |                                  | Відсоток:                        |                                  |
| серби                            | серби                            |                                  | 83.3%                            | 83.3%                            |
| угорці                           | угорці                           |                                  | 3.5%                             | 3.5%                             |
| румуни                           | румуни                           |                                  | 2.1%                             | 2.1%                             |
| бошняки                          | бошняки                          |                                  | 2%                               | 2%                               |
| інші                             | інші                             |                                  | 8.9%                             | 8.9%                             |

| Центральна Сербія (2002 рік) | Центральна Сербія (2002 рік) | Центральна Сербія (2002 рік) | Центральна Сербія (2002 рік) | Центральна Сербія (2002 рік) |
| ---------------------------- | ---------------------------- | ---------------------------- | ---------------------------- | ---------------------------- |
|                              |                              |                              |                              |                              |
| серби                        | серби                        |                              | 89.5%                        | 89.5%                        |
| бошняки                      | бошняки                      |                              | 2.5%                         | 2.5%                         |
| цигани                       | цигани                       |                              | 1.4%                         | 1.4%                         |
| албанці                      | албанці                      |                              | 1.1%                         | 1.1%                         |
| інші                         | інші                         |                              | 5.5%                         | 5.5%                         |

| Воєводина (2002 рік) | Воєводина (2002 рік) | Воєводина (2002 рік) | Воєводина (2002 рік) | Воєводина (2002 рік) |
| -------------------- | -------------------- | -------------------- | -------------------- | -------------------- |
|                      |                      |                      |                      |                      |
| серби                | серби                |                      | 65.1%                | 65.1%                |
| угорці               | угорці               |                      | 14.3%                | 14.3%                |
| словаки              | словаки              |                      | 2.8%                 | 2.8%                 |
| хорвати              | хорвати              |                      | 2.8%                 | 2.8%                 |
| югослави             | югослави             |                      | 2.4%                 | 2.4%                 |
| чорногорці           | чорногорці           |                      | 1.6%                 | 1.6%                 |
| румуни               | румуни               |                      | 1.5%                 | 1.5%                 |
| цигани               | цигани               |                      | 1.4%                 | 1.4%                 |
| інші                 | інші                 |                      | 8%                   | 8%                   |

Головні етноси країни: серби — 83,3 %, угорці — 3,5 %, румуни — 2,1 %, бошняки — 2 %, інші — 8,9 %населення (оціночні дані за 2011 рік).

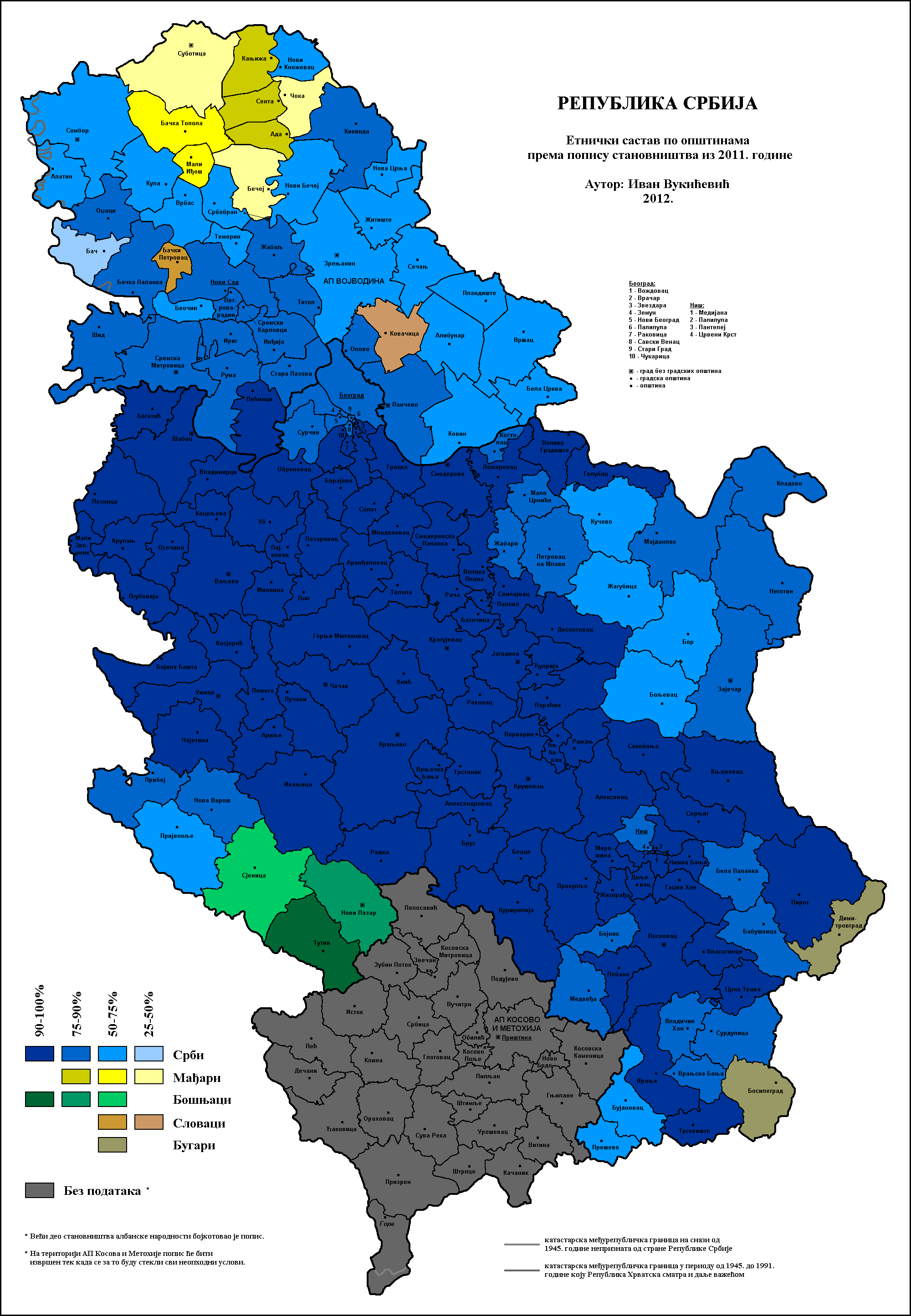
Національний склад муніципалітетів Сербії, 2011 рік
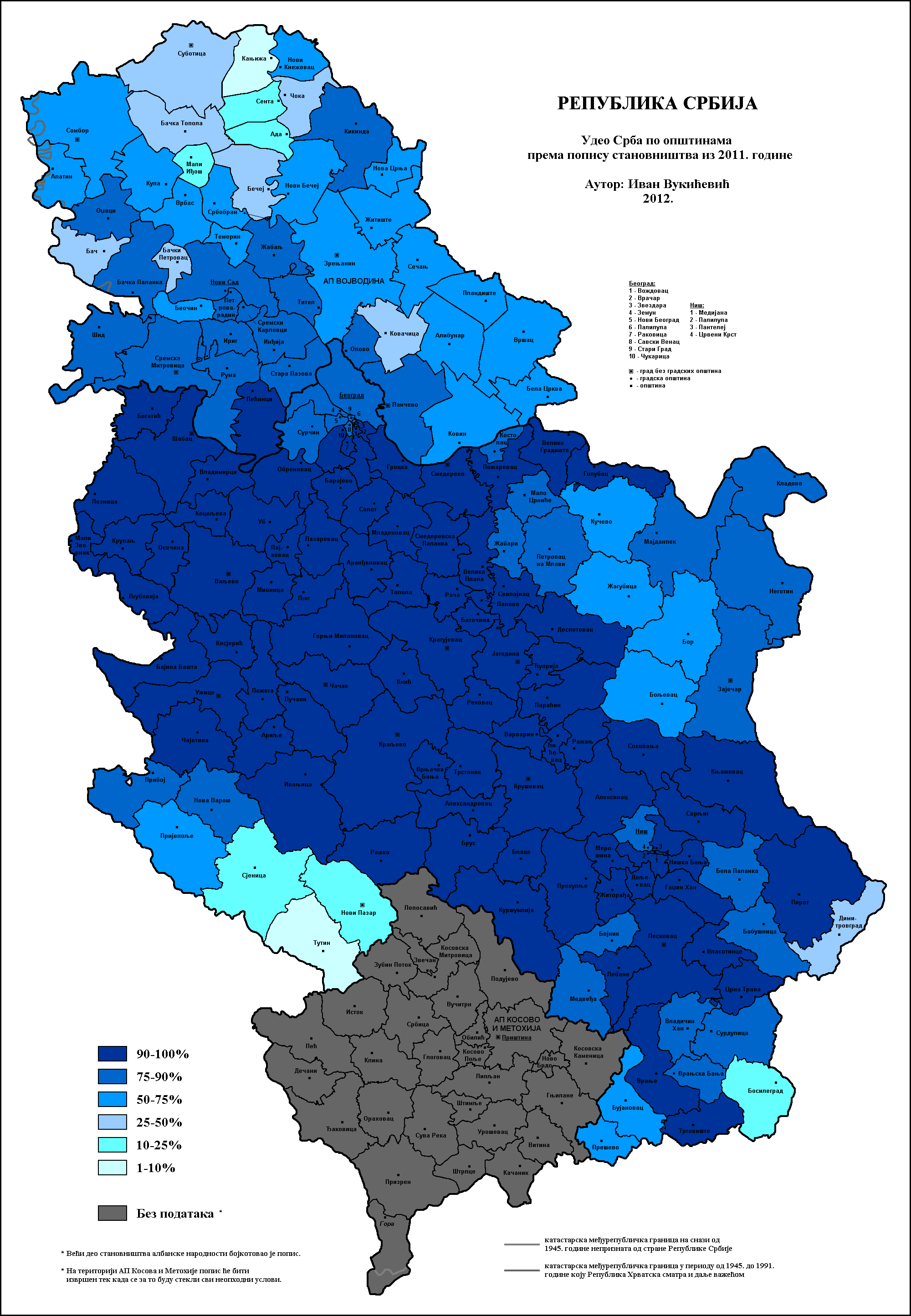
Частка сербів у населенні муніципалітетів Сербі, 2011 рік
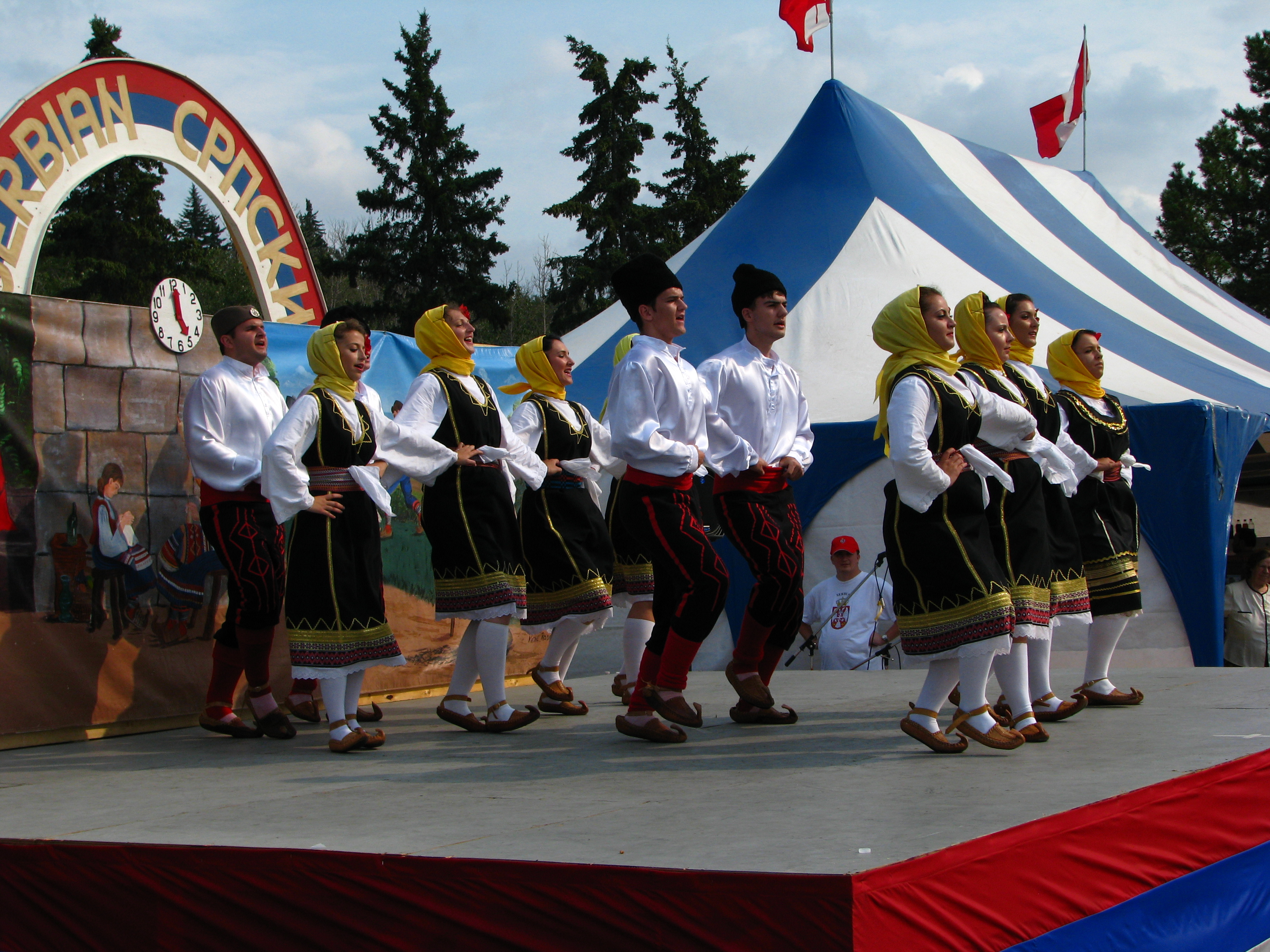
Серби
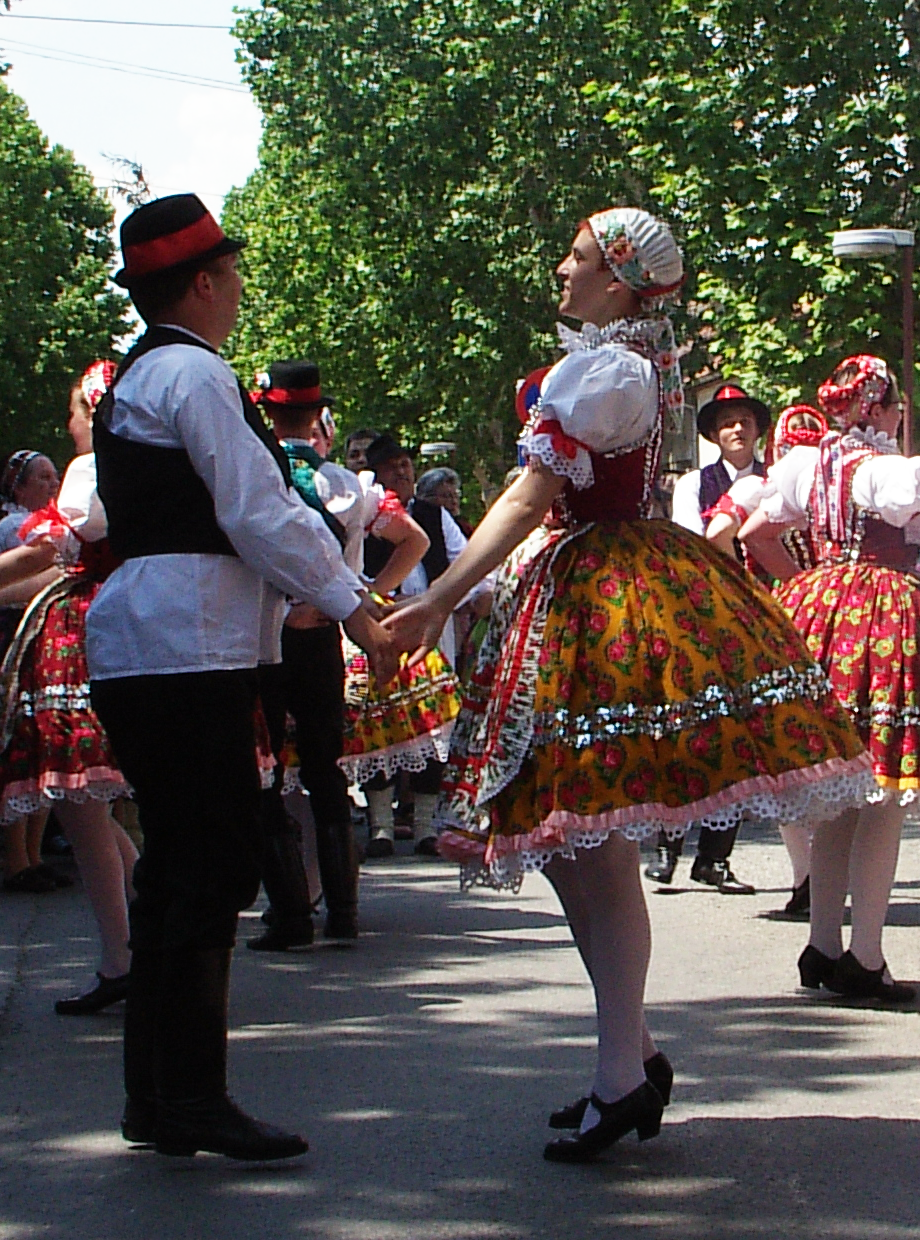
Угорці
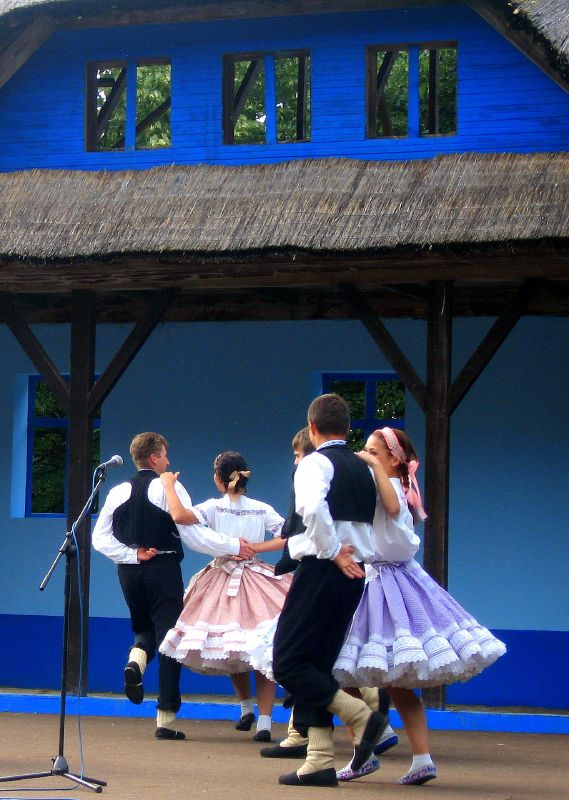
Словаки

Динаміка етнічної картини Сербії в часі згідно з переписами 1948—2011 років
| Етнічні групи   | 1948 рік    | 1948 рік | 1953 рік    | 1953 рік | 1961 рік    | 1961 рік | 1971 рік    | 1971 рік | 1981 рік    | 1981 рік | 1991 рік    | 1991 рік | 2002 рік    | 2002 рік | 2011 рік    | 2011 рік |
| Етнічні групи   | Чисельність | %        | Чисельність | %        | Чисельність | %        | Чисельність | %        | Чисельність | %        | Чисельність | %        | Чисельність | %        | Чисельність | %        |
| --------------- | ----------- | -------- | ----------- | -------- | ----------- | -------- | ----------- | -------- | ----------- | -------- | ----------- | -------- | ----------- | -------- | ----------- | -------- |
| Серби           | 4651819     | 80,2     | 4963070     | 80,4     | 5477670     | 82,0     | 5788547     | 80,4     | 5972661     | 77,3     | 6616917     | 80,3     | 6212838     | 82,9     | 5988150     | 83,3     |
| Угорці          | 433618      | 7,5      | 441748      | 7,2      | 449377      | 6,7      | 430145      | 6,0      | 390321      | 5,0      | 337479      | 4,5      | 293299      | 3,9      | 253899      | 3,5      |
| Цигани          | 40951       | 0,7      | 46896       | 0,8      | 6624        | 0,1      | 35301       | 0,5      | 76833       | 1,0      | 90853       | 1,2      | 108193      | 1,4      | 147604      | 2,1      |
| Мусульмани      | 7636        | 0,1      | 74840       | 1,2      | 85441       | 1,3      | 127973      | 1,8      | 156604      | 2,0      | 176401      | 2,3      | 19503       | 0,3      | 22301       | 0,3      |
| Бошняки         | 7636        | 0,1      | 74840       | 1,2      | 85441       | 1,3      | 127973      | 1,8      | 156604      | 2,0      | 176401      | 2,3      | 136087      | 1,8      | 145278      | 2,0      |
| Хорвати         | 164574      | 2,8      | 167045      | 2,7      | 189158      | 2,8      | 176649      | 2,5      | 140650      | 1,8      | 97344       | 1,2      | 70602       | 0,9      | 57900       | 0,8      |
| Словаки         | 73138       | 1,3      | 75006       | 1,2      | 77816       | 1,2      | 76707       | 1,1      | 73170       | 0,9      | 65363       | 0,9      | 59021       | 0,8      | 52750       | 0,7      |
| Албанці         | 33769       | 0,6      | 40954       | 0,7      | 53167       | 0,8      | 68593       | 1,0      | 76296       | 1,0      | 74303       | 1,0      | 61647       | 0,8      | 5809        | 0,08     |
| Чорногорці      | 46810       | 0,8      | 54718       | 0,9      | 67165       | 1,0      | 93705       | 1,3      | 120438      | 1,6      | 117761      | 1,6      | 69049       | 0,9      | 38527       | 0,5      |
| Волохи          | 93440       | 1,6      | 28047       | 0,5      | 1367        | 0,0      | 14719       | 0,2      | 25592       | 0,3      | 15675       | 0,2      | 40054       | 0,5      | 35330       | 0,5      |
| Румуни          | 63112       | 1,1      | 59689       | 1,0      | 59492       | 0,9      | 57399       | 0,8      | 53676       | 0,7      | 37818       | 0,5      | 34576       | 0,5      | 29332       | 0,4      |
| Югослави        |             |          |             |          | 14873       | 0,2      | 122904      | 1,7      | 439265      | 5,7      | 312595      | 4,1      | 80721       | 1,1      | 23303       | 0,3      |
| Македонці       | 17391       | 0,3      | 26302       | 0,4      | 35146       | 0,5      | 41627       | 0,6      | 47930       | 0,6      | 44028       | 0,6      | 25847       | 0,3      | 22755       | 0,3      |
| Болгари         | 59395       | 1,0      | 60146       | 1,0      | 58243       | 0,9      | 53536       | 0,7      | 33294       | 0,4      | 26416       | 0,3      | 20497       | 0,3      | 18543       | 0,3      |
| інші/не вказали | 114493      | 2,0      | 132549      | 2,1      | 102700      | 1,5      | 115093      | 1,6      | 122506      | 1,6      | 97953       | 1,3      | 266067      | 3,5      | 368136      | 5,1      |
| Всього          | 5936223     | 5936223  | 6171010     | 6171010  | 6678239     | 6678239  | 7202898     | 7202898  | 7729236     | 7729236  | 8010906     | 8010906  | 7498001     | 7498001  | 7186862     | 7186862  |

## Мови
| Мови Сербії (2011 рік) | Мови Сербії (2011 рік) | Мови Сербії (2011 рік) | Мови Сербії (2011 рік) | Мови Сербії (2011 рік) |
| ---------------------- | ---------------------- | ---------------------- | ---------------------- | ---------------------- |
| Мова:                  |                        |                        | Відсоток:              |                        |
| сербська               | сербська               |                        | 88.1%                  | 88.1%                  |
| угорська               | угорська               |                        | 3.4%                   | 3.4%                   |
| боснійська             | боснійська             |                        | 1.9%                   | 1.9%                   |
| румунська              | румунська              |                        | 1.4%                   | 1.4%                   |
| інші                   | інші                   |                        | 3.4%                   | 3.4%                   |

Офіційна мова: сербська — розмовляє 88,1 % населення держави. Інші поширені мови: угорська — 3,4 %, боснійська — 1,9 %, румунська 1,4 %, інші мови — 3,4 % (дані на 2011 рік). У Воєводині офіційними визнано сербську, угорську, словацьку, румунську, хорватську й русинську. Сербія, як член Ради Європи, 22 березня 2005 року підписала і ратифікувала 15 лютого 2006 року Європейську хартію регіональних мов (вступила в дію 1 червня 2006 року). Регіональними мовами визнані: албанська, боснійська, болгарська, хорватська, словацька, угорська, румунська, українська, русинська, циганська, валаська.

## Релігії
| Релігії в Сербії (2012 рік) | Релігії в Сербії (2012 рік) | Релігії в Сербії (2012 рік) | Релігії в Сербії (2012 рік) | Релігії в Сербії (2012 рік) |
| --------------------------- | --------------------------- | --------------------------- | --------------------------- | --------------------------- |
| Віросповідання:             |                             |                             | Відсоток:                   |                             |
| православні                 | православні                 |                             | 84.6%                       | 84.6%                       |
| католики                    | католики                    |                             | 5%                          | 5%                          |
| мусульмани                  | мусульмани                  |                             | 3.1%                        | 3.1%                        |
| протестанти                 | протестанти                 |                             | 1%                          | 1%                          |
| атеїсти                     | атеїсти                     |                             | 1.1%                        | 1.1%                        |
| інші                        | інші                        |                             | 5.2%                        | 5.2%                        |

Головні релігії й вірування, які сповідує, і конфесії та церковні організації, до яких відносить себе населення країни: православ'я — 84,6 %, католицтво — 5 %, іслам — 3,1 %, протестантизм — 1 %, атеїсти — 1,1 %, інші — 0,8 %, відсутні дані — 4,5 % (станом на 2011 рік).

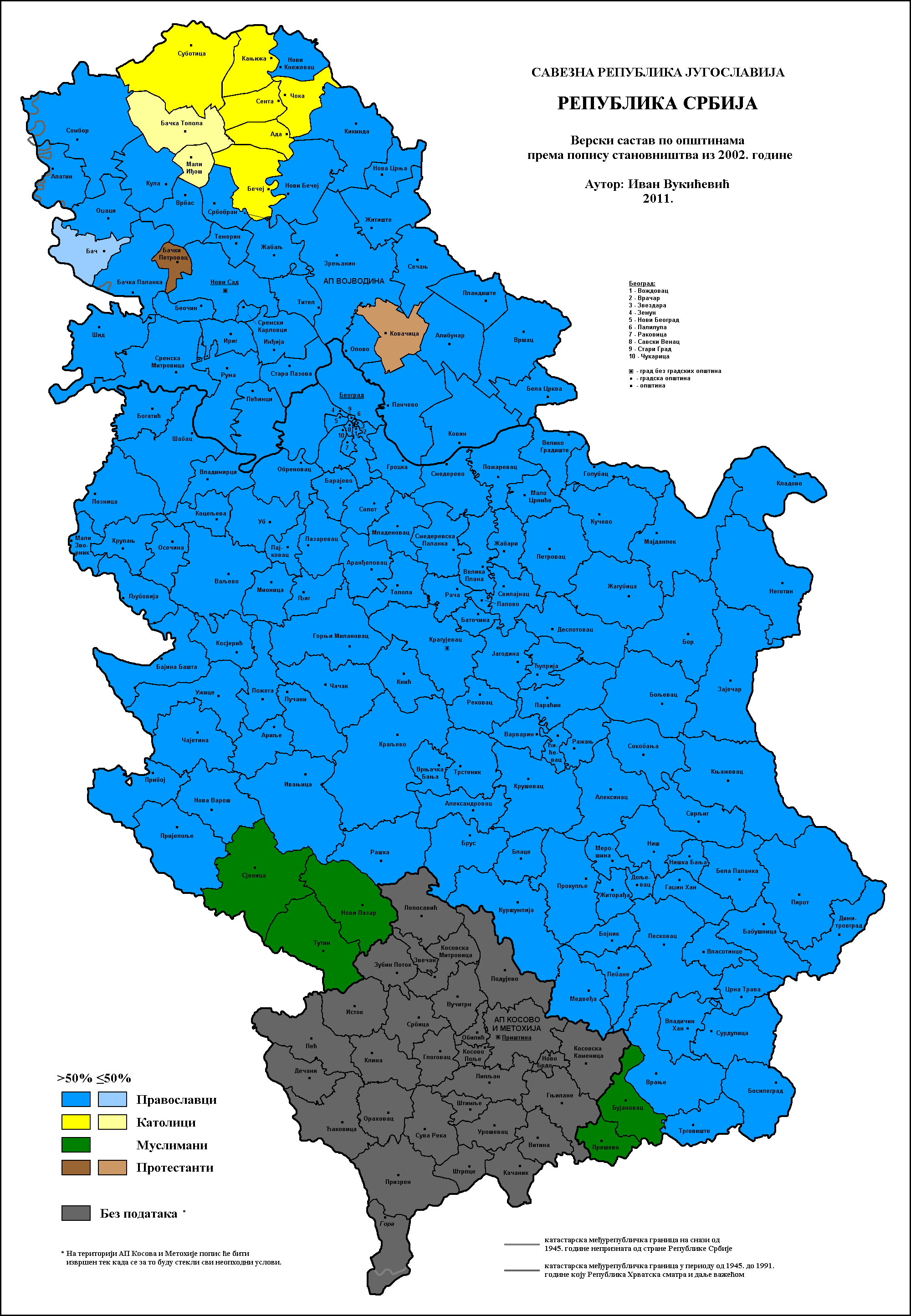
Найпоширеніша релігія по муніципалітетах, 2011 рік
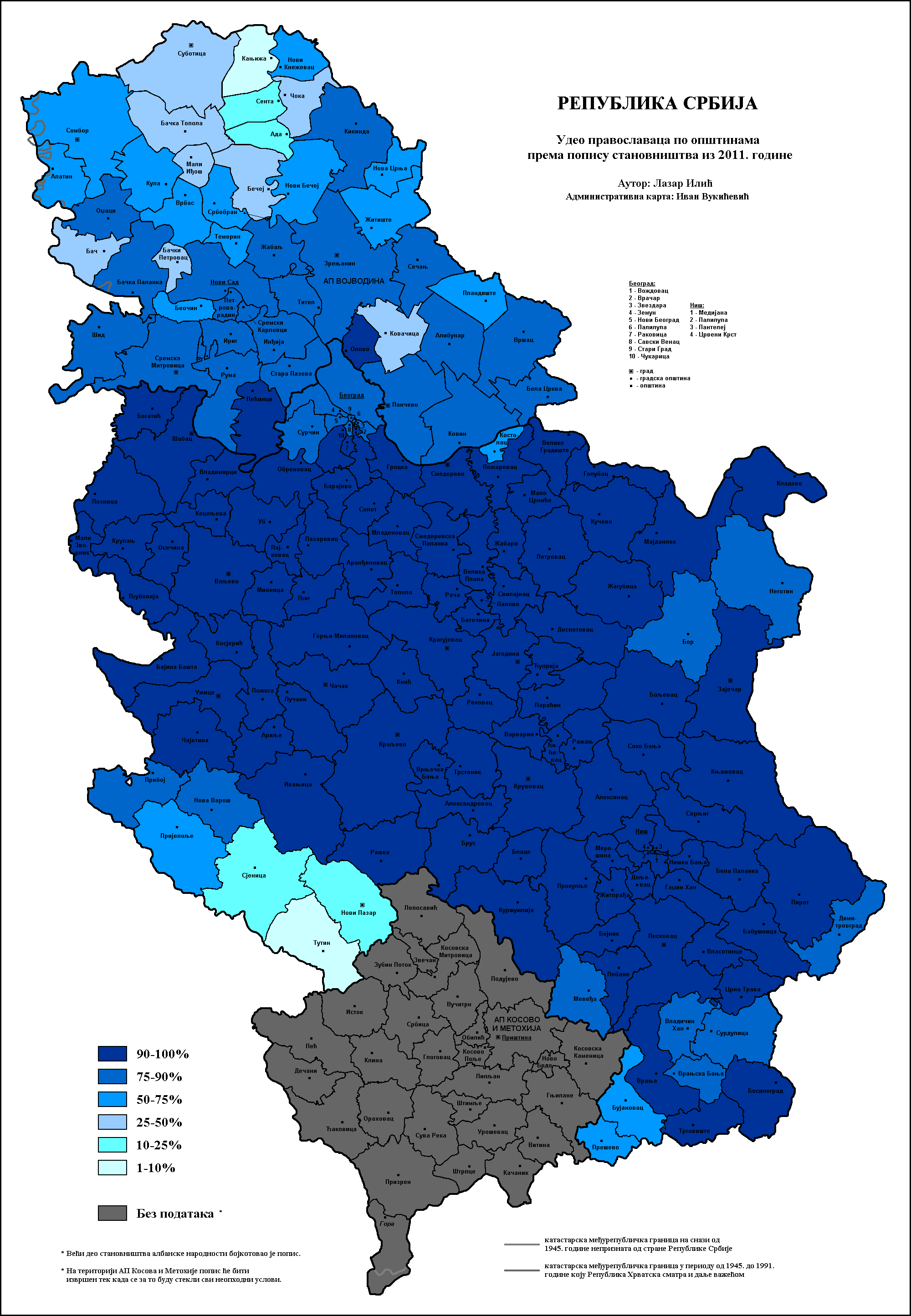
Частка православних по муніципалітетах, 2011 рік
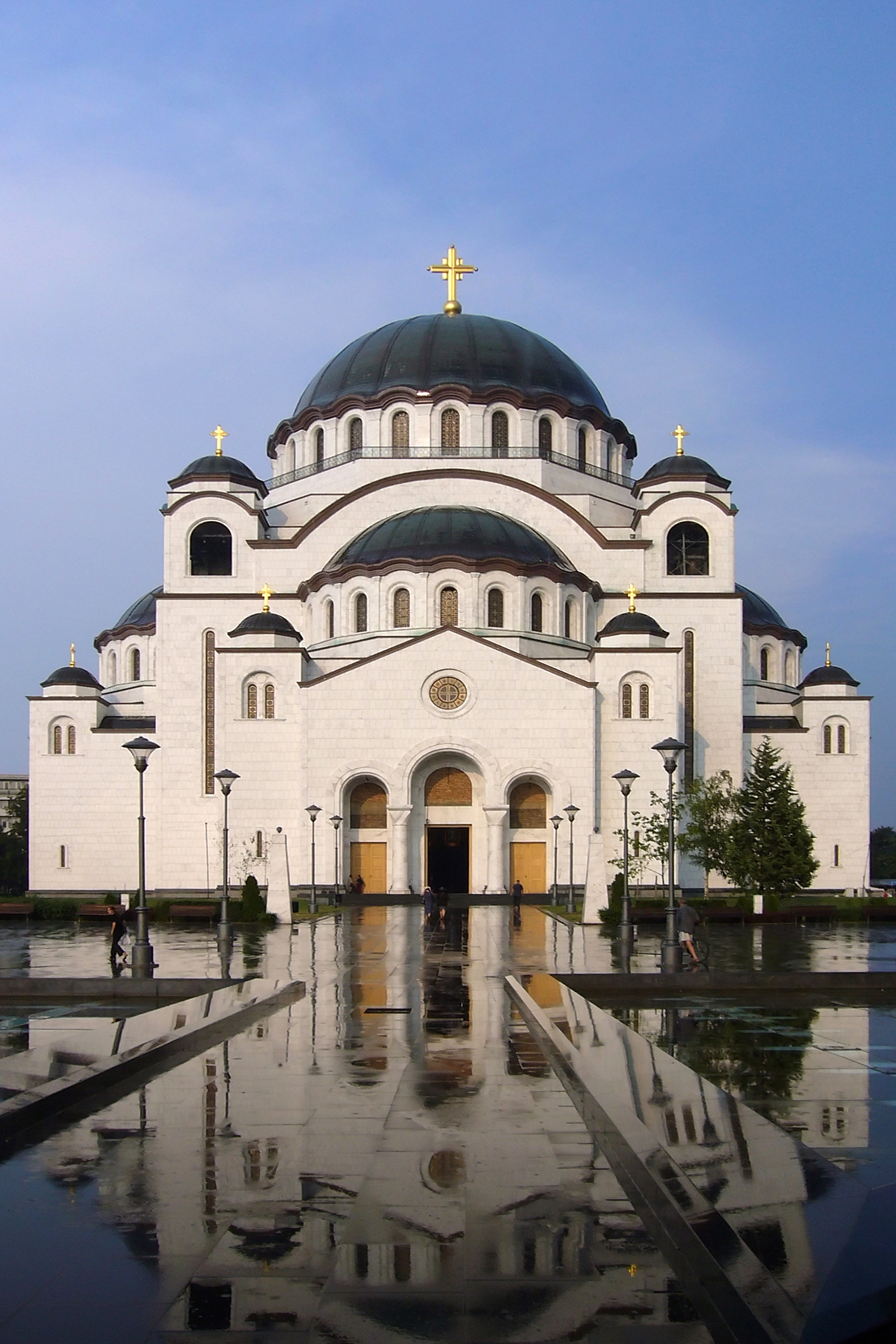
Православний храм Св. Сави, Белград

## Освіта
Рівень письменності 2015 року становив 98,1 % дорослого населення (віком від 15 років): 99,1 % — серед чоловіків, 97,2 % — серед жінок.
Державні витрати на освіту становлять 4,4 % ВВП країни, станом на 2012 рік (82-ге місце у світі). Середня тривалість освіти становить 14 років, для хлопців — до 14 років, для дівчат — до 15 років (станом на 2014 рік).

## Охорона здоров'я
Забезпеченість лікарями в країні на рівні 2,11 лікаря на 1000 мешканців (станом на 2009 рік). Забезпеченість лікарняними ліжками в стаціонарах — 5,4 ліжка на 1000 мешканців (станом на 2009 рік). Загальні витрати на охорону здоров'я 2014 року становили 10,4 % ВВП країни (19-те місце у світі).
Смертність немовлят до 1 року, станом на 2015 рік, становила 6,05 ‰ (166-те місце у світі); хлопчиків — 6,96 ‰, дівчаток — 5,07 ‰. Рівень материнської смертності 2015 року становив 17 випадків на 100 тис. народжень (149-те місце у світі).
Сербія входить до складу ряду міжнародних організацій: Міжнародного руху (ICRM) і Міжнародної федерації товариств Червоного Хреста і Червоного Півмісяця (IFRCS), Дитячого фонду ООН (UNISEF), Всесвітньої організації охорони здоров'я (WHO).

### Захворювання
Потенційний рівень зараження інфекційними хворобами в країні середній. Найпоширеніші інфекційні захворювання: діарея (станом на 2016 рік). 2012 року зареєстровано 3,0 тис. хворих на СНІД (115-те місце у світі), це 0,05 % населення в репродуктивному віці 15—49 років (121-ше місце у світі). Смертність 2014 року від цієї хвороби становила приблизно 100 осіб (111-те місце у світі).
Частка дорослого населення з високим індексом маси тіла 2014 року становила 21,1 % (63-тє місце у світі); частка дітей віком до 5 років зі зниженою масою тіла становила 1,8 % (оцінка на 2014 рік). Ця статистика показує як власне стан харчування, так і наявну/гіпотетичну поширеність різних захворювань.

### Санітарія
Доступ до облаштованих джерел питної води 2015 року мало 99,4 % населення в містах і 98,9 % в сільській місцевості; загалом 99,2 % населення країни. Відсоток забезпеченості населення доступом до облаштованого водовідведення (каналізація, септик): в містах — 98,2 %, в сільській місцевості — 94,2 %, загалом по країні — 96,4 % (станом на 2015 рік).

## Соціально-економічне становище
Співвідношення осіб, що в економічному плані залежать від інших, до осіб працездатного віку (15—64 роки) загалом становить 50,1 % (станом на 2015 рік): частка дітей — 24,5 %; частка осіб похилого віку — 25,6 %, або 3,9 потенційно працездатного на 1 пенсіонера. Загалом ці показники характеризують рівень потреби державної допомоги в секторах освіти, охорони здоров'я та пенсійного забезпечення, відповідно. За межею бідності 2013 року перебувало 9,2 % населення країни. Станом на 2016 рік, уся країна електрифікована, усе населення країни мало доступ до електромереж. Рівень проникнення інтернет-технологій високий. Станом на липень 2015 року в країні налічувалось 4,688 млн унікальних інтернет-користувачів (83-тє місце у світі), що становило 65,3 % загальної кількості населення країни.

### Трудові ресурси
Загальні трудові ресурси 2015 року становили 2,9 млн осіб (105-те місце у світі). Зайнятість економічно активного населення у господарстві країни розподіляється таким чином: аграрне, лісове і рибне господарства — 21,9 %; промисловість і будівництво — 15,6 %; сфера послуг — 62,5 % (станом на 2014 рік). 36,14 тис. дітей у віці від 5 до 14 років (4 % загальної кількості) 2005 року були залучені до дитячої праці. Безробіття 2015 року дорівнювало 19,3 % працездатного населення, 2014 року — 19,7 % (168-ме місце у світі); серед молоді у віці 15—24 років ця частка становила 49,4 % (7-ме місце у світі).

## Кримінал

### Наркотики

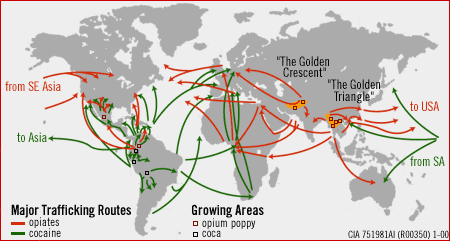
Світові маршрути наркотрафіку

Перевантажний пункт для південно-східноазійського героїну, що прямує до Західної Європи балканським шляхом; економіка країна уразлива до відмивання грошей.

### Торгівля людьми
Згідно зі щорічною доповіддю про торгівлю людьми (англ. Trafficking in Persons Report) Управління з моніторингу та боротьби з торгівлею людьми Державного департаменту США, уряд Сербії докладає значних зусиль у боротьбі з явищем примусової праці, сексуальної експлуатації, незаконною торгівлею внутрішніми органами, але законодавство відповідає мінімальним вимогам американського закону 2000 року щодо захисту жертв (англ. Trafficking Victims Protection Act’s) не повною мірою, країна перебуває у списку другого рівня.

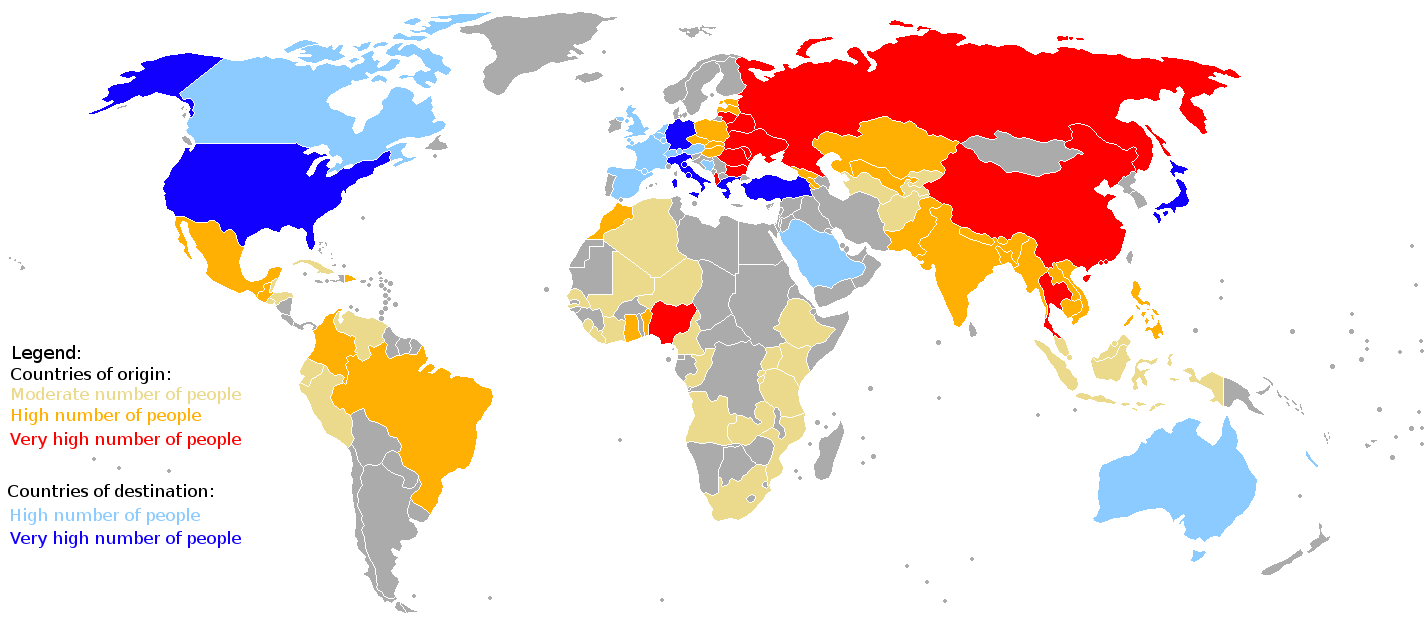
Країни-донори (червоний) і країни-реципієнти кримінальних потоків  (англ.)
Глобальна боротьба з торгівлею людьми (англ.)

## Гендерний стан
Статеве співвідношення (оцінка 2015 року):
- при народженні — 1,07 особи чоловічої статі на 1 особу жіночої;
- у віці до 14 років — 1,07 особи чоловічої статі на 1 особу жіночої;
- у віці 15—24 років — 1,06 особи чоловічої статі на 1 особу жіночої;
- у віці 25—54 років — 1,02 особи чоловічої статі на 1 особу жіночої;
- у віці 55—64 років — 0,93 особи чоловічої статі на 1 особу жіночої;
- у віці за 64 роки — 0,7 особи чоловічої статі на 1 особу жіночої;
- загалом — 0,95 особи чоловічої статі на 1 особу жіночої[1].

## Демографічні дослідження
Демографічні дослідження у країні ведуться рядом державних і наукових установ:
- Державне статистичне управління Сербії (серб. Републички завод за статистику Србије).

### Українською
- Атлас. 10—11 клас. Економічна і соціальна географія світу / упорядники :  О. Я. Скуратович, Н. І. Чанцева. — К. : ДНВП «Картографія», 2010. — ISBN 978-966-475-639-3.
- Атлас світу / голов. ред. І. С. Руденко ; зав. ред. В. В. Радченко ; відп. ред. О. В. Вакуленко. — К. : ДНВП «Картографія», 2005. — 336 с. — ISBN 9666315467.
- Безуглий В. В. Економічна і соціальна географія зарубіжних країн : Навчальний посібник. — К. : ВЦ «Академія», 2007. — 704 с. — ISBN 978-966-580-239-6.
- Безуглий В. В., Козинець С. В. Регіональна економічна і соціальна географія світу : Навчальний посібник. — видання 2-ге, доп., перероб. — К. : ВЦ «Академія», 2007. — 688 с. — ISBN 966-580-144-9.
- Гудзеляк І. І. Географія населення: Навчальний посібник / І. Гудзеляк. — Л. : Видавничий центр ЛНУ імені Івана Франка, 2008. — 232 с. — ISBN 978-966-613-599-8.
- Дахно І. І. Країни світу: Енциклопедичний довідник / І. І. Дахно, С. М. Тимофієв. — К. : Мапа, 2011. — 606 с. — (Бібліотека нового українця) — ISBN 978-966-8804-23-6.
- Дахно І. І. Економічна географія зарубіжних країн : навчальний посібник. — К. : Центр учбової літератури, 2014. — 319 с. — ISBN 978-611-01-0682-5.
- Джаман В. О. Регіональні системи розселення: демографічні аспекти. — Чернівці : Рута, 2003. — 392 с. — ISBN 9665685988.
- Дорошенко Л. С. Демографія: Навчальний посібник. — К. : МАУП, 2005. — 112 с. — ISBN 966-608-442-2.
- Дубович І. А. Країнознавчий словник-довідник. — 5-те вид., перероб. і доп. — К. : Знання, 2008. — 839 с. — ISBN 978-966-346-330-8.
- Економічна і соціальна географія країн світу. Навчальний посібник / За ред. Кузика С. П. — Л. : Світ, 2002. — 672 с. — ISBN 966-603-178-7.
- Загальна медична географія світу / В. О. Шевченко [та ін.] — К. : [б.в.], 1998. — 178 с.
- Крисаченко В. С. Динаміка населення: Популяційні, етнічні та глобальні виміри. — К. : Видавництво Національного інституту стратегічних досліджень, 2005. — 368 с. — ISBN 966-554-083-1.
- Любіцева О. О., Мезенцев К. В., Павлов С. В. Географія релігій. — К. : АртЕК, 1999. — 504 с. — ISBN 966-505-006-0.
- Масляк П. О. Країнознавство. — К. : Знання, 2007. — 292 с. — (Вища освіта XXI століття)
- Масляк П. О., Дахно І. І. Економічна і соціальна географія світу / П. О. Масляк, І. І. Дахно ; за ред. П. О. Масляка. — К. : Вежа, 2003. — 280 с. — ISBN 966-7091-53-8.

### Російською
- (рос.) Югославия // Демографический энциклопедический словарь / главн. ред. Валентей Д. И. — М. : Советская энциклопедия, 1985. — 608 с.
- (рос.) Югославия // Страны и народы. Зарубежная Европа. Восточная Европа / Редкол. : В. П. Максаковский (отв. ред.), Ю. В. Иванова и др. — М. : «Мысль», 1980. — 349 с. — (Страны и народы) — 180 тис. прим.
- (рос.) Атлас народов мира / Отв. ред. С. И. Брук и В. С. Апенченко. — М. : ГУГК ГГК СССР и Институт этнографии им. Н. Н. Миклухо-Маклая АН СССР, 1964. — 185 с. — 20 тис. прим.
- (рос.) Численность и расселение народов мира. Этнографические очерки / под ред. С. И. Брука. — М. : Издательство АН СССР, 1962. — 487 с.
- (рос.) Лаппо Г. М. География городов: Учебное пособие для географических факультетов вузов. — М. : Туманит, изд. центр ВЛАДОС, 1997. — 476 с. — ISBN 5-691-00047-0.
- (рос.) Урланис Б. Ц. Рост населения в Европе (опыт исчисления). — М. : ОГИЗ-Госполитиздат, 1941. — 436 с.
- (рос.) Ягельский А. География населения. — М. : Прогресс, 1980. — 383 с.